# 大阪薬科大学
大阪薬科大学（おおさかやっかだいがく、英語: Osaka University of Pharmaceutical Sciences）は、大阪府高槻市奈佐原四丁目20-1に本部を置いていた日本の私立大学である。1950年に設置され、2021年に廃止された。大学の略称は大薬（だいやく）。

## 概観
廃止認可日は2021年7月5日。
英語での名称は「Osaka University of Pharmaceutical Sciences」であるが、かつては「Osaka College of Pharmacy」との表記を用いていた。

## 沿革
- 1904年5月9日 - 大阪市東区（現中央区）道修町三丁目にて大阪道修薬学校の設立認可[4]
- 1908年11月5日 - 大阪市東区南久太郎町一丁目（現中央区久太郎町一丁目）へ移転[5]
- 1919年12月 - 大阪市東区東高津北之町（現天王寺区城南寺町）の伝光寺に仮校舎を設置し、移転[5]
- 1920年6月15日 - 大阪府東成郡天王寺村大字阿部野（現大阪市阿倍野区晴明通）へ移転[6]
- 1924年9月 - 女子薬学部が大阪府北河内郡守口町大字土居（現守口市梅園町）へ移転[7]
- 1925年
  - 1月17日 - 道修女子薬学専門学校の設立認可[6]
  - 10月 - 帝国女子薬学専門学校と改称[7]
- 1929年1月 - 姉妹校として帝国高等女学校（のちの大阪国際滝井高等学校）の設立認可
- 1932年10月 - 大阪府南河内郡北八下村大字河合（現松原市河合）へ移転[8]
- 1938年12月 - 帝国高等女学校の設置者が別法人の財団法人帝国学園（現学校法人大阪国際学園）となる
- 1949年5月 - 帝国薬学専門学校と改称し、男女共学化[9]
- 1950年2月20日 - 大阪薬科大学の設置認可（薬学部）[9]
- 1968年4月 - 薬学部を薬学科､製薬学科の2学科に改組[9]
- 1975年4月 - 大学院修士課程開設（薬学研究科）[9]
- 1984年4月 - 大学院博士課程開設（薬学研究科）[9]
- 1996年4月 - 大阪府高槻市奈佐原四丁目へ移転[10]（松原校舎跡地は阪南大学高等学校となっている[8]）
- 1999年 - 大学附属薬局（大阪府高槻市北園町）開局
- 2002年4月 - 大学院薬学研究科修士課程に臨床薬学コースを開設[10]
- 2004年4月 - 薬学科・生命薬学科の2学科制に変更[10]
- 2006年4月 - 薬学教育6年制移行により、薬学部薬学科を6年制に移行(生命薬学科廃止)、4年制学科の薬科学科設置[10]
- 2010年4月 - 大学院薬学研究科薬科学専攻修士課程を設置[10]
- 2012年4月 - 大学院薬学研究科薬学専攻博士課程（4年制）を設置。大学院薬学研究科薬科学専攻博士後期課程を設置[10]
- 2013年4月 - 大学院薬学研究科薬学専攻博士課程(4年制)にがん専門薬剤師養成コースを設置[10]
- 2016年4月 - 学校法人大阪医科大学と法人合併し、学校法人大阪医科薬科大学を設立[10]。将来的には大学の合併を検討。
- 2017年 - 2018年度入学生より、薬学科（6年制）のみの募集となる（薬科学科廃止）。それに伴い、入試制度も一部変更。
- 2021年 - 大阪医科大学と合併し、大阪医科薬科大学薬学部に再編。旧大阪医科大学も高槻市に拠点を置く大学だったため、旧大阪薬科大学の高槻キャンパスは阿武山キャンパスと改称し、既存の校舎を引き続き使用する。

## 学部・学科
大阪医科大学との合併直前まで
- 薬学部
  - 薬学科（6年制課程）

2006年度入学者以降（2017年度入学者まで）
- 薬学部
  - 薬学科（6年制課程）
  - 薬科学科（4年制課程）

2005年度入学者以前
- 薬学部
  - 薬学科
  - 生命薬学科

## 大学院
- 薬学研究科